# Tanjungsari (Jatisrono)
Tanjungsari is een bestuurslaag in het regentschap Wonogiri van de provincie Midden-Java, Indonesië. Tanjungsari telt 3637 inwoners (volkstelling 2010).